# Біг-Пайн-Кі (Флорида)
Біг-Пайн-Кі (англ. Big Pine Key) — переписна місцевість (CDP) в США, в окрузі Монро штату Флорида. Населення — 4521 особа (2020).

## Географія
Біг-Пайн-Кі розташований за координатами 24°41′15″ пн. ш. 81°21′54″ зх. д. / 24.68750° пн. ш. 81.36500° зх. д. (24.687630, -81.364862).  За даними Бюро перепису населення США в 2010 році переписна місцевість мала площу 26,70 км², з яких 26,43 км² — суходіл та 0,28 км² — водойми.

### Клімат
Громада знаходиться у зоні, котра характеризується кліматом тропічних саван. Найтепліший місяць — липень із середньою температурою 28.9 °C (84 °F). Найхолодніший місяць — січень, із середньою температурою 20.2 °С (68.4 °F).
| Клімат Біг-Пайн-Кі      | Клімат Біг-Пайн-Кі | Клімат Біг-Пайн-Кі | Клімат Біг-Пайн-Кі | Клімат Біг-Пайн-Кі | Клімат Біг-Пайн-Кі | Клімат Біг-Пайн-Кі | Клімат Біг-Пайн-Кі | Клімат Біг-Пайн-Кі | Клімат Біг-Пайн-Кі | Клімат Біг-Пайн-Кі | Клімат Біг-Пайн-Кі | Клімат Біг-Пайн-Кі | Клімат Біг-Пайн-Кі |
| Показник                | Січ.               | Лют.               | Бер.               | Квіт.              | Трав.              | Черв.              | Лип.               | Серп.              | Вер.               | Жовт.              | Лист.              | Груд.              | Рік                |
| Середній максимум, °C   | 23,7               | 24,9               | 25,9               | 27,9               | 29,8               | 31,2               | 31,9               | 32                 | 31,2               | 29,6               | 26,4               | 24,6               | 28,3               |
| Середня температура, °C | 20,2               | 21,4               | 22,6               | 24,5               | 26,6               | 28,1               | 28,9               | 28,9               | 28,1               | 26,7               | 23,8               | 21,6               | 25,1               |
| Середній мінімум, °C    | 16,7               | 17,8               | 19,2               | 21,1               | 23,3               | 25,1               | 25,8               | 25,7               | 25,1               | 23,8               | 21,2               | 18,5               | 21,9               |
| Норма опадів, мм        | 55.9               | 68.6               | 61                 | 53.3               | 78.7               | 162.6              | 111.8              | 160                | 167.6              | 137.2              | 63.5               | 50.8               | 1168.4             |
| ----------------------- | ------------------ | ------------------ | ------------------ | ------------------ | ------------------ | ------------------ | ------------------ | ------------------ | ------------------ | ------------------ | ------------------ | ------------------ | ------------------ |
| Джерело: Weatherbase    |                    |                    |                    |                    |                    |                    |                    |                    |                    |                    |                    |                    |                    |

## Демографія
Згідно з переписом 2010 року, у переписній місцевості мешкали 4252 особи в 1956 домогосподарствах у складі 1132 родин. Густота населення становила 159 осіб/км².  Було 2981 помешкання (112/км²).
Расовий склад населення:
| - 94,7 % — білих - 1,8 % — чорних або афроамериканців - 0,8 % — азіатів - 0,4 % — корінних американців |

До двох чи більше рас належало 1,8 %. Частка іспаномовних становила 10,3 % від усіх жителів.
За віковим діапазоном населення розподілялося таким чином: 13,1 % — особи молодші 18 років, 69,4 % — особи у віці 18—64 років, 17,5 % — особи у віці 65 років та старші. Медіана віку мешканця становила 49,7 року. На 100 осіб жіночої статі у переписній місцевості припадало 115,6 чоловіків;  на 100 жінок у віці від 18 років та старших — 114,8 чоловіків також старших 18 років.
Середній дохід на одне домашнє господарство  становив 79 802 долари США (медіана — 59 821), а середній дохід на одну сім'ю — 85 718 доларів (медіана — 65 458). Медіана доходів становила 42 047 доларів для чоловіків та 42 470 доларів для жінок. За межею бідності перебувало 9,1 % осіб, у тому числі 14,4 % дітей у віці до 18 років та 6,7 % осіб у віці 65 років та старших.
Цивільне працевлаштоване населення становило 2484 особи. Основні галузі зайнятості: мистецтво, розваги та відпочинок — 18,6 %, освіта, охорона здоров'я та соціальна допомога — 17,7 %, роздрібна торгівля — 16,0 %.